# Bilharziella polonica
Bilharziella polonica är en plattmaskart. Bilharziella polonica ingår i släktet Bilharziella och familjen Schistosomatidae. Inga underarter finns listade i Catalogue of Life.